# Habenaria leucotricha
Habenaria leucotricha är en orkidéart som beskrevs av Rudolf Schlechter. Habenaria leucotricha ingår i släktet Habenaria och familjen orkidéer.

## Underarter
Arten delas in i följande underarter:
- H. l. leucotricha
- H. l. recticalcar